# Epidendrum successivum
Epidendrum successivum är en orkidéart som beskrevs av Eric Hágsater och Francisco E.L.de Miranda. Epidendrum successivum ingår i släktet Epidendrum och familjen orkidéer. Inga underarter finns listade i Catalogue of Life.